# NGC 3646
NGC 3646 је спирална галаксија у сазвежђу Лав која се налази на NGC листи објеката дубоког неба.
Деклинација објекта је + 20° 10' 9" а ректасцензија 11h 21m 43,2s. Привидна величина (магнитуда) објекта NGC 3646 износи 10,8 а фотографска магнитуда 11,8. Налази се на удаљености од 59,757 милиона парсека од Сунца. NGC 3646 је још познат и под ознакама UGC 6376, MCG 3-29-37, CGCG 96-34, KCPG 281A, PGC 34836.